# 14940 Freiligrath
14940 Freiligrath (1995 EL8) là một tiểu hành tinh vành đai chính được phát hiện ngày 4 tháng 3 năm 1995 bởi F. Borngen ở Tautenburg, đặt tên theo Ferdinand Freiligrath.